# Samtgemeinde Freden (Leine)
La comunità amministrativa di Freden (Leine) (Samtgemeinde Freden (Leine)) si trovava nel circondario di Hildesheim nella Bassa Sassonia, in Germania.
A partire dal 1º novembre 2016 è stata sciolta, i comuni che ne facevano parte sono confluiti nel comune di Freden (Leine).

## Suddivisione
Comprendeva 4 comuni:
1. Everode
2. Freden (Leine)
3. Landwehr
4. Winzenburg

Il capoluogo era Freden (Leine).